# Casa al carrer Major, 23 (Cambrils)
La Casa al carrer Major, 23 és una obra de Cambrils (Baix Camp) inclosa a l'Inventari del Patrimoni Arquitectònic de Catalunya.

## Descripció
Casa amb la façana recoberta amb una mena d'arrebossat grogós. En un costat, la porta allindada adovellada, de pedra, amb la llegenda "IH S/ 1597" a la clau. Damunt la porta hi ha l'únic balcó de la casa. Obra de paredat en verd amb reforços de pedra i maó.

## Història
Casa bastida originalment l'any 1597. Al seu costat, una casa amb una porta de tipus renaixentista, d'arc rodó adovellat, amb la data llunyana de 1706.